# Hans Rose (Kunsthistoriker)
Hans Christian Karl Rose (* 13. Februar 1888 in Frankfurt am Main; † 4. Mai 1945 in Berlin) war ein deutscher Kunsthistoriker.

## Leben
Hans Rose wuchs in Frankfurt am Main auf. Sein ursprünglich aus Mecklenburg stammender Vater Christian Rose war Teilhaber einer Frankfurter Brauerei. Nach dem Abitur, das er am Goethe-Gymnasium ablegte, absolvierte Rose zunächst eine Banklehre. Ab 1910 studierte er dann Kunstgeschichte in Berlin, Wien und Halle. 1912 wechselte er nach München, um schließlich 1914 bei Heinrich Wölfflin über „Die Frühgotik im Orden von Citeaux“ zu promovieren. 1920 wurde er bei Wölfflin mit einer Arbeit zum Spätbarock habilitiert, 1921 wurde er als Privatdozent in den Lehrkörper der Universität München aufgenommen. Seine Vorlesungen beschäftigten sich vor allem mit der Architekturgeschichte der Frühen Neuzeit; später erweiterte er sein Spektrum und bot u. a. Veranstaltungen zur Gartenkunst an. 1927 wurde Rose zum außerordentlichen Professor ernannt.
1931 erhielt Rose einen Ruf an die Universität Jena, wo er die Neugestaltung des Kunsthistorischen Institutes vornahm. Außerdem war er regelmäßig als Dozent an der Weimarer Hochschule für Baukunst tätig. Bereits ab 1930 wurde seine der Moderne gegenüber zunächst durchaus aufgeschlossene Haltung zunehmend von einer deutlich konservativeren Anschauung abgelöst. Nach Fuhrmeister sind die Änderungen in Roses Haltung jedoch als „taktisch motivierte Zugeständnisse zu werten, die ihm für die angestrebte Karriere als Hochschullehrer unvermeidlich erschienen“.
Rose war nie Mitglied der NSDAP, gehörte aber der NS-Volkswohlfahrt und dem NS-Lehrerbund an. Einer Aufforderung des Jenaer Rektors Wolf Meyer-Erlach, am 8. November 1935 an der Feierstunde auf dem Marktplatz mit Übertragung der feierlichen Überführung der Gefallenen in die Feldherrnhalle teilzunehmen, wusste sich Rose zu entziehen. Er verstand es, „zu lavieren und sich mit den Bedingungen einer totalitären Diktatur zu arrangieren.“ Gleichwohl sah sich der Kunsthistoriker offenbar immer stärker zu Konzessionen gezwungen. So hielt er 1933 einen Vortrag „Vom Wesen der deutschen Kunst“ und nahm im Wintersemester 1935/36 die „Kunst des deutschen Ostens“ durch. In einem Gutachten des Jenaer Kreispersonalamtsleiters heißt es über Rose: „Er gehört zu den Menschen, die zwar politisch, d. h. national zuverlässig sind, die aber niemals Nationalsozialisten werden. Charakterlich ist Rose eine verhaltene, in mancher Hinsicht etwas undurchsichtige und gleichsam überkultivierte Natur; im Gespräch sympathisch und anregend, aber doch kühl und distanzhaltend.“ Nach Christian Fuhrmeister gehörte Rose zu jenen Kunsthistorikern, „die nicht emigrierten, sondern sich wie selbstverständlich einen Platz im System suchten, ohne deshalb Anhänger der nationalsozialistischen Ideologie zu werden“.
Am 18. November 1937 wurde Rose „wegen widernatürlicher Unzucht“ verhaftet. Ein ehemaliger Student, mit dem er eine Zeit lang befreundet war, hatte ihn offenbar belastet. Am 25. August 1938 wurde der Hochschullehrer „wegen Unzucht zwischen Männern“ (§ 175) vom Landgericht Weimar zu einer Freiheitsstrafe von insgesamt 15 Monaten verurteilt. Dies hatte den Verlust der Amtsbezeichnung, die Einstellung der Dienstbezüge und das Ausscheiden aus dem Beamtenverhältnis zur Folge. Außerdem wurde ihm im November der 1914 erworbene Doktortitel entzogen. Rose wurde – unter Anrechnung seiner siebenmonatigen Untersuchungshaft – vom 28. Februar bis zum 3. Mai 1939 in Berlin-Tegel inhaftiert, dann bis zum 28. Oktober 1939 in Wittstock. Ein von ihm angestrengtes Gnadengesuch blieb ohne Erfolg. Nach seiner Entlassung zog Rose, der nach dem Verlust der bürgerlichen Ehrenrechte nicht mehr als Kunsthistoriker tätig sein konnte, nach Berlin. Dort soll er eine von Karl Buchholz betriebene Galerie geleitet haben. Am 2. November 1944 wurde Hans Rose trotz seines fortgeschrittenen Alters noch zur Wehrmacht eingezogen.
Hans Rose verstarb am 4. Mai 1945 im Alter von 57 Jahren in seiner Wohnung. Er wurde angeblich von russischen Soldaten erschossen, als er offenbar versuchte, seine Hausangestellte vor einer drohenden Vergewaltigung schützen.
Rose, ein Schüler Wölfflins, ist heute trotz seiner zahlreichen, für die Kunstgeschichte wichtigen Publikationen fast völlig vergessen. Dies dürfte vor allem mit seiner Stigmatisierung während des Nationalsozialismus zusammenhängen. Dem einstigen Professor der Universitäten München und Jena wurde weder eine Festschrift gewidmet, noch erhielt er einen einzigen Nachruf.
Rose war ein Vetter von Karl von Rose und wurde 1912 von dem Schweizer Maler Fritz Pauli gemeinsam mit dessen Vater, dem Mäzen Franz Pauli in Döhlau porträtiert.

## Schriften (Auswahl)
- Die Frühgotik im Orden von Citeaux. Bruckmann, München 1915 (= Dissertation)
  - vollständig unter dem Titel Die Baukunst der Cisterzienser. Bruckmann, München 1916 ( online auf commons)
- 1919: Tagebuch des Herrn von Chantalou über die Reise des Cavaliere Bernini nach Frankreich (deutsche Bearbeitung und Übersetzung von H. Rose)
- Spätbarock. Studien zur Geschichte des Profanbaus in den Jahren 1660–1760. Bruckmann, München 1922 (= Habilitationsschrift) (Volltext)
- Jugendstil und Expressionismus. In: Kunst und Handwerk. Zeitschrift des Bayerischen Kunstgewerbevereins München 76, 1926, S. 132–142
- Franz von Stuck. In: Kunst und Handwerk. Zeitschrift des Bayerischen Kunstgewerbevereins München 77, 1927, S. 60–66
- Das Neue Frankfurt. In: Kunst und Handwerk. Zeitschrift der Arbeitsgemeinschaft süddeutscher Kunstgewerbe-Vereine 29, Nr. 2, 1929
- Deutsche Kriegsgräberfürsorge. In: Die Gartenkunst. 43, 1930
- 1931: Die Künste im Zeitalter Ludwigs II. – Die Regentschaft. In: Michael Doeberl: Entwicklungsgeschichte Bayerns. Dritter Band, 1931,  S. 367–396
- Jean Baptiste Métivier, der Erbauer des Braunen Hauses in München. In: Zeitschrift des deutschen Vereins für Kunstwissenschaft 14, 1934, S. 49–71
- Romantischer Gartenstil: Fürst Pückler und sein Meisterschüler Eduard Petzold. In: Paul Ortwin Rave: Fürst Hermann Pückler-Muskau. Breslau 1935, S. 51–63
- Der Park von Greiz. Fragen der Entstehung, des Stils, der Pflege und der weiteren Ausgestaltung. In: Deutsche Kunst und Denkmalpflege 1936, S. 282–288
- Klassik als künstlerische Denkform des Abendlandes. Beck, München 1937
- Der Baumeister Hermann Wentzel 1820 bis 1899. Zum Abbruch des Hauses Viktoriastraße 27. In: Zeitschrift des Vereins für die Geschichte Berlins 56, 1939, S. 93–103